# Асунсьон
Асунсьо́н (исп. Asunción, название при основании Nuestra Señora de la Asunción, гуар. Paraguay) — столица и крупнейший город Парагвая, политический, экономический и культурный центр страны.

## Этимология
Асунсьон был заложен испанским конкистадором Хуаном де Саласаром 15 августа 1537 года. 15 августа — день основания города — является днём христианского праздника Вознесения Пресвятой Богородицы, поэтому первоначальное название города звучало как Ciudad de Nuestra Señora Santa Maria de la Asunción, что в переводе с испанского означает «город Вознесения нашей госпожи Святой Марии». В дальнейшем город стал именоваться гораздо проще — Асунсьон, что переводится как «вознесение».

## История развития города
Город был заложен Хуаном де Саласаром в 1537 году. Для испанцев Асунсьон являлся опорным пунктом по дороге в Перу. В XVI—XVIII веках этот город сохранял статус административного колониального центра Испании и был одним из наиболее крупных населённых пунктов в регионе Ла-Платы.
Значительное влияние на историческое развитие Асунсьона оказал монашеский орден иезуитов, распространивший своё господство на территорию Парагвая. По существу, иезуитское теократическое государство, сформировавшееся на Парагвайских землях, удерживало здесь свою власть вплоть до 1768 года. Наиболее крупные землевладения находились в распоряжении монастырей иезуитов.
15 мая 1811 года, после провозглашения независимости Парагвая, Асунсьон объявили столицей государства. В 1869 году, в период Парагвайской войны, продолжавшейся с 1864 года по 1870 годы, город захватили войска Бразилии.
В ходе кровопролитных боевых действий, которые велись на территории Асунсьона, защитники города понесли огромные потери. После войны численность населения столицы сократилась почти на треть; многие здания были разрушены, однако проведение восстановительных работ помогло сохранить оригинальный средневековый облик Асунсьона. Его планировка и архитектура до сих пор отражают все особенности градостроительства эпохи колонизации.
В начале XX века в Асунсьоне развернулась активная борьба трудящихся за предоставление им демократических прав и свобод. За короткий срок город стал центром рабочего движения Парагвая. В столице периодически отмечались массовые выступления рабочих промышленных предприятий, поддерживаемых и другими слоями населения. Наиболее значительные народные волнения охватывали город в 1941, 1944 и 1959 годы.
К середине XX века экономическое развитие столицы утратило самостоятельность и в значительной степени зависело от вложений иностранного капитала.
Территориальные притязания соседней Боливии и отсутствие чётких границ, разделяющих Боливию и Парагвай, привели к конфликтным ситуациям между двумя странами, а затем и кровопролитным военным действиям (Чакская война, 1932—1935 гг.), что весьма невыгодно отразилось на финансово-экономическом положении Асунсьона и всего Парагвая.
После окончания Второй мировой войны, в которой Парагвай, заявивший о своём нейтралитете, не принимал непосредственного участия, Асунсьон стал прибежищем для ряда бывших офицеров гитлеровской Германии, скрывающихся от возмездия за совершенные ими военные преступления. С 1954 по 1989 годы в столице размещалась резиденция реакционного генерала А. Стресснера, установившего в стране военно-полицейскую диктатуру. В феврале 1989 года в Асунсьоне произошёл военный переворот, который привел к свержению стронистского режима А. Стресснера и началу позитивных преобразований в социальной и экономической жизни столицы и всей страны в целом.

## Природные условия

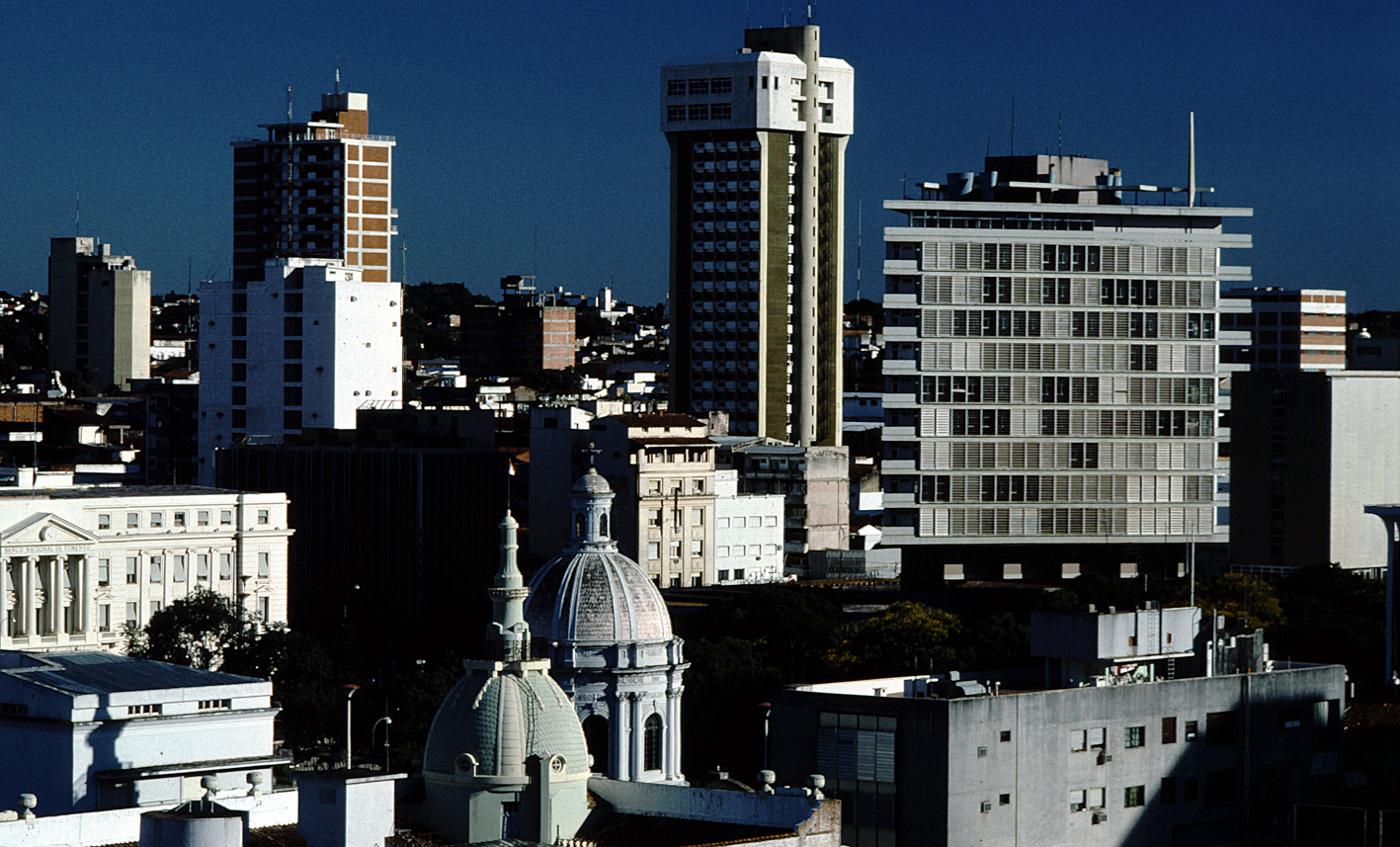
Вид на центральную часть города.

Асунсьон расположен в западной части Парагвая, на равнинном левобережье реки Парагвай, в месте впадения в неё реки Пилькомайо. Природные условия в черте города складываются под влиянием тропического жаркого климата. В январе средняя температура составляет +27,5 C°, в июле +17,9 C°. Среднегодовое количество осадков — около 700 мм. В зимний период в городе нередко дуют южные ветра, приносящие потоки прохладного воздуха.
| Показатель                    | Янв. | Фев. | Март | Апр. | Май  | Июнь | Июль | Авг. | Сен. | Окт. | Нояб. | Дек. | Год  |
| ----------------------------- | ---- | ---- | ---- | ---- | ---- | ---- | ---- | ---- | ---- | ---- | ----- | ---- | ---- |
| Средний суточный максимум, °C | 33,1 | 32,6 | 31,5 | 28,1 | 24,9 | 22,6 | 23,4 | 24,2 | 26,1 | 28,9 | 30,6  | 32,2 | 28,1 |
| Средняя температура, °C       | 27,5 | 26,9 | 25,9 | 22,8 | 19,8 | 17,6 | 17,9 | 18,6 | 20,5 | 23,2 | 24,9  | 26,5 | 22,6 |
| Средний суточный минимум, °C  | 22,7 | 22,4 | 21,4 | 18,7 | 16   | 13,5 | 13,7 | 14,2 | 15,9 | 18,3 | 20    | 21,6 | 18,2 |
| Норма осадков, мм             | 158  | 152  | 114  | 156  | 110  | 72   | 42   | 77   | 78   | 115  | 152   | 132  | 1358 |
| Источник: World Climate       |      |      |      |      |      |      |      |      |      |      |       |      |      |

Столица располагается в зоне тропических лесов. Часть прибрежных районов реки Парагвай заболоченна. Естественная растительность представлена в основном различными видами пальм и злаковыми травянистыми растениями. Местами сохранились участки, на которых произрастают ценные породы тропических деревьев: кебрачо, чаньяр, гуаякан. В черте города и его окрестностях распространены многочисленные виды тропических птиц, в том числе попугаи, туканы, ибисы и нанду. Из млекопитающих здесь встречаются капибара, а также летучие мыши и броненосцы. Среди деревьев и кустарников строят свои жилища термиты — привычные обитатели тропических стран. В жаркие дни жители Асунсьона страдают от нашествий огромных полчищ вредных насекомых — москитов, клещей, саранчи.

## Население, язык, вероисповедание
Подавляющее большинство жителей столицы (свыше 90 %) — гуарани (метисы испано-индейского происхождения). В городе проживают также выходцы из Аргентины и Бразилии, немцы, итальянцы, португальцы, японцы, украинцы и русские.
Государственными языками являются испанский и гуарани. Среди жителей Асунсьона широко распространён jópara («смесь») — особый вариант гуарани, характеризующийся большим количеством заимствований из испанского и рассматриваемый иногда как смешанный язык.
Большая часть верующего населения Асунсьона — католики, есть также протестанты и православные христиане. В Асунсьоне действует храм Покрова Пресвятой Богородицы, принадлежащий к Каракасской и Южно-Американской епархии Русской православной церкви за границей. Православный приход основали русские эмигранты в 1924 году. После окончания парагвайско-боливийской войны (1932—1935) в храме поместили шесть небольших плит, на которых выбиты имена шестерых погибших в этой войне русских офицеров. 1940—1960-е годы — время наибольшего расцвета прихода, позже численность его прихожан начала сокращаться.

## Административное деление

### Округ
- Ла-Энкарнасьон (La Encarnación)
- Катедраль (Catedral)
- Сан-Роке (San Roque)
- Ресолета (Recoleta)

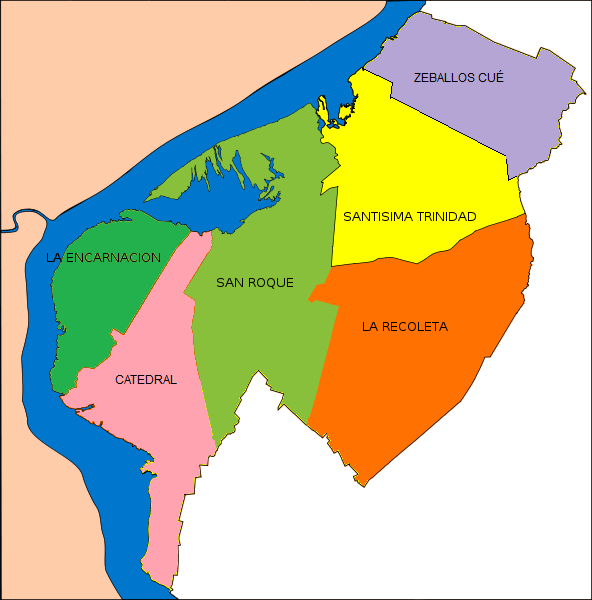
Округа Асунсьона

- Пресвятой Тринидад (Santisma Trinidad)
- Себальос-Ке (Zeballos Cué)

### Район

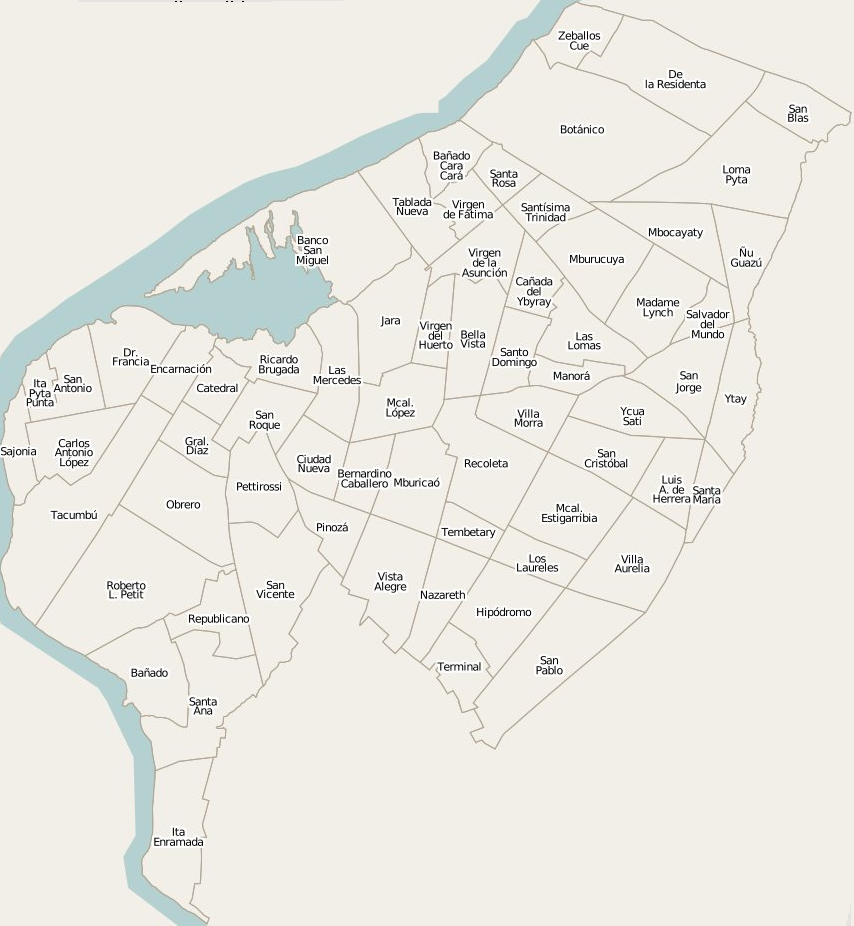
Районы Асунсьона

| Район                                             | Население, чел. (2002) | Район                                              | Население, чел. (2002) | Район                                             | Население, чел. (2002) |
| ------------------------------------------------- | ---------------------- | -------------------------------------------------- | ---------------------- | ------------------------------------------------- | ---------------------- |
| 1. Ита-Энрамада (Itá Enramada)                    | 4845                   | 24. Семинарио (Seminario)                          | 5070                   | 47. Пиноса (Pinoza)                               | 6621                   |
| 2. Санта-Ана (Santa Ana)                          | 5775                   | 25. Виста-Алегре (Vista Alegre)                    | 12 611                 | 48. Хара (Jara)                                   | 13 554                 |
| 3. Баньядо-Санта-Ана (Bañado Santa Ana)           | 8374                   | 26. Панамби-Рета (Panambí Retá)                    | 2386                   | 49. Банко-Сан-Мигель (Banco San Miguel)           | 953                    |
| 4. Роберто Л. Петтит (Roberto L. Pettit)          | 20 201                 | 27. Панамби-Вера (Panambí Verá)                    | 2591                   | 50. Таблада-Нуэва (Tablada Nueva)                 | 6573                   |
| 5. Републикано (Republicano)                      | 8429                   | 28. Сан-Пабло (San Pablo)                          | 21 787                 | 51. Вирхен-дель-Уэрто (Virgen del Huerto)         | 4809                   |
| 6. Пирисаль (Pirizal)                             | 4022                   | 29. Терминаль (Terminal)                           | 4305                   | 52. Вирхен-де-ла-Асунсьон (Virgen de la Asunción) | 9983                   |
| 7. Сан-Висенте (San Vicente)                      | 15 412                 | 30. Иподромо (Hipódromo)                           | 8348                   | 53. Белья-Виста (Bella Vista)                     | 6657                   |
| 8. Баньядо-Такумбу (Bañado Tacumbú)               | 10 958                 | 31. Насарет (Nazareth)                             | 7133                   | 54. Санто-Доминго (Santo Domingo)                 | 2591                   |
| 9. Обреро (Obrero)                                | 19 823                 | 32. Вилья-Аурелия (Villa Aurelia)                  | 9871                   | 55. Каньяда-дель-Ибарай (Cañada del Ybaray)       | 3166                   |
| 10. Такумбу (Tacumbú)                             | 13 366                 | 33. Лос-Лаурелес (Los Laureles)                    | 3517                   | 56. Лас-Ломас (Las Lomas)                         | 5604                   |
| 11. Сахония (Sajonia)                             | 14 873                 | 34. Марискаль-Эстигаррибия (Mariscal Estigarribia) | 7711                   | 57. Мадам-Линч (Madame Lynch)                     | 8589                   |
| 12. Ита-Пита-Пунта (Itá Pytá Punta)               | 4225                   | 35. Сан-Кристобаль (San Cristóbal)                 | 6618                   | 58. Сальвадор-дель-Мундо (Salvador del Mundo)     | 3883                   |
| 13. Сан-Антонио (San Antonio)                     | 9544                   | 36. Эррера (Herrera)                               | 5149                   | 59. Нью-Гуасу (Ñu Guazú)                          | 1342                   |
| 14. Доктор Франсия (Dr. Francia)                  | 10 925                 | 37. Санта-Мария (Santa María)                      | 4591                   | 60. Мбокайяти (Mbocayaty)                         | 6512                   |
| 15. Ла-Энкарнасьон (La Encarnación)               | 4928                   | 38. Итай (Ytay)                                    | 3054                   | 61. Мбурукуйя (Mburucuyá)                         | 8377                   |
| 16. Катедраль (Catedral)                          | 3676                   | 39. Сан-Хорхе (San Jorge)                          | 4844                   | 62. Тринидад (Trinidad)                           | 4515                   |
| 17. Хенераль-Диас (General Díaz)                  | 6068                   | 40. Икуа-Сати (Ycuá Satí)                          | 6687                   | 63. Вирхен-де-Фатима (Virgen de Fátima)           | 6064                   |
| 18. Петтиросси (Pettirossi)                       | 11380                  | 41. Манора (Manorá)                                | 1898                   | 64. Сан-Рафаэль (San Rafael)                      | 10 732                 |
| 19. Сан-Роке (San Roque)                          | 6355                   | 42. Вилья-Морра (Villa Morra)                      | 4114                   | 65. Ботанико (Botánico)                           | 9982                   |
| 20. Рикардо-Бругада (Ricardo Brugada) (Chacarita) | 10 455                 | 43. Реколета (Recoleta)                            | 10 230                 | 66. Себальос-Куэ (Zeballos Cué)                   | 18 553                 |
| 21. Сан-Фелипе (San Felipe)                       | 5679                   | 44. Тембетари (Tembetary)                          | 3515                   | 67. Лома-Пита (Loma Pytá)                         | 6231                   |
| 22. Лас-Мерседес (Las Mercedes)                   | 4827                   | 45. Мбурикао (Mburicaó)                            | 7691                   | 68. Сан-Блас (San Blas)                           | 3651                   |
| 23. Сьюдад-Нуэва (Ciudad Nueva)                   | 8584                   | 46. Хенераль-Кабальеро (General Caballero)         | 8128                   | 69. Санта-Роса (Santa Rosa)                       | 3546                   |
|                                                   |                        |                                                    |                        | 70. Марискаль-Лопес (Mariscal López)              | 5025                   |

## Культурное значение
Архитектурный облик исторического центра города имеет ярко выраженные черты колониального периода. В Асунсьоне и его юго-восточных окрестностях находятся величественные здания церквей и монастырей, возведённые иезуитами в XVI—XVIII веках.
В столице имеется ряд учебных заведений, в том числе Национальный университет Асунсьона и Католический университет. В 1990-х годах в городе было открыто несколько частных университетов. В Асунсьоне ведётся и научная работа по изучению культуры и истории государства; здесь функционируют институты, в которых учёными проводятся исследования в области лингвистики и этнографии. Среди таких учреждений — Ассоциация индейцев Парагвая и Академия языка и культуры гуарани.
В Асунсьоне также открыта консерватория, имеются местные симфонический и военный оркестры. В городе проходят концерты народной музыки в жанре гуаранья, весьма популярном у местных жителей. Эти музыкальные произведения ведут своё происхождение от традиционных народных мелодий индейцев гуарани, проживавших на территории Парагвая ещё до появления здесь испанских конкистадоров.
В 1910 году в Асунсьоне была открыта Национальная академия изящных искусств. Её основателем стал П. Альборно (1877—1958), один из выдающихся парагвайских художников. В городе периодически проводятся выставки живописных и скульптурных работ, выполненных современными мастерами изобразительного искусства Парагвая.
В 1924 году при активном участии генералов Ивана Беляева и Николая Эрна, полковника Щекина и пяти русских инженеров был построен русский православный храм в честь Покрова Пресвятой Богородицы.
Асунсьон — город любителей спорта, в том числе и страстных футбольных болельщиков. Здесь часто проходят различные спортивные соревнования, автогонки, матчи по футболу, волейболу и баскетболу. Наиболее яркое зрелищное мероприятие города — Праздник чудес Святой Девы, который жители города отмечают в середине декабря.

## Достопримечательности
- Дом независимости
- Национальный пантеон героев
- Музей Барро (Museo del Barro)

## Города-побратимы
- Колумбия: Богота
- Аргентина: Буэнос-Айрес
- Венесуэла: Каракас
- Бразилия: Кампинас, Куритиба, Сан-Паулу
- Боливия: Ла-Пас
- Испания: Мадрид
- США: Майами-Дейд
- Мексика: Пуэбла
- Аргентина: Ресистенсия
- Китайская Республика: Тайбэй
- Япония: Тиба
- Аргентина: Санта-Фе